# NGC 4531
NGC 4531 is een balkspiraalstelsel in het sterrenbeeld Maagd. Het hemelobject werd op 17 april 1784 ontdekt door de Duits-Britse astronoom William Herschel.

## Synoniemen
- UGC 7729
- MCG 2-32-141
- ZWG 70.175
- VCC 1552
- IRAS12317+1321
- PGC 41806